# Ministri dell'università e della ricerca della Repubblica Italiana
I ministri dell'università e della ricerca della Repubblica Italiana si sono avvicendati dal 1962 in poi, inizialmente come ministri senza portafoglio, fino all'istituzione del Ministero dell'università e della ricerca nel 1988.
Il dicastero è stato retto da un proprio ministro tra il 1988 e il 2001, il 2006 e il 2008 e nuovamente dal 2020 in poi, mentre tra il 2001 e il 2006 e il 2008 e il 2019 è stato accorpato al Ministero dell'istruzione creando il Ministero dell'istruzione, dell'università e della ricerca.

## Lista
| Ministro | Ministro         | Ministro                         | Partito                                      | Governo          | Mandato          | Mandato          | Leg.  |
| Ministro | Ministro         | Ministro                         | Partito                                      | Governo          | Inizio           | Fine             | Leg.  |
| --- | ---------------- | -------------------------------- | -------------------------------------------- | ---------------- | ---------------- | ---------------- | ----- |
| Coordinamento delle iniziative per la ricerca scientifica e tecnologica                                                               |                  |                                  |                                              |                  |                  |                  |       |
| |                  | Guido Corbellini (1890-1976)     | Democrazia Cristiana                         | Fanfani IV       | 30 novembre 1962 | 22 giugno 1963   | III   |
| |                  | Carlo Arnaudi (1899-1970)        | Partito Socialista Italiano                  | Moro I           | 5 dicembre 1963  | 23 luglio 1964   | IV    |
| Moro II | 23 luglio 1964   | Carlo Arnaudi (1899-1970)        | Partito Socialista Italiano                  | 24 febbraio 1966 |                  |                  | IV    |
| |                  | Leopoldo Rubinacci (1903-1969)   | Democrazia Cristiana                         | Moro III         | 24 febbraio 1966 | 25 giugno 1968   | IV    |
| |                  | Salvatore Lauricella (1922-1996) | Partito Socialista Italiano                  | Rumor I          | 13 dicembre 1968 | 6 agosto 1969    | V     |
| |                  | Arnaldo Forlani (1925-2023)      | Democrazia Cristiana                         | Rumor II         | 6 agosto 1969    | 11 novembre 1969 | V     |
| |                  | Giorgio Bo (1905-1980)           | Democrazia Cristiana                         | Rumor II         | 11 novembre 1969 | 28 marzo 1970    | V     |
| |                  | Camillo Ripamonti (1919-1997)    | Democrazia Cristiana                         | Rumor III        | 28 marzo 1970    | 6 agosto 1970    | V     |
| Colombo | 6 agosto 1970    | Camillo Ripamonti (1919-1997)    | Democrazia Cristiana                         | 18 febbraio 1972 |                  |                  | V     |
| |                  | Fiorentino Sullo (1921-2000)     | Democrazia Cristiana                         | Andreotti I      | 18 febbraio 1972 | 26 giugno 1972   | V     |
| |                  | Pier Luigi Romita (1924-2003)    | Partito Socialista Democratico Italiano      | Andreotti II     | 26 luglio 1972   | 8 luglio 1973    | VI    |
| |                  | Pietro Bucalossi (1905-1992)     | Partito Socialista Italiano                  | Rumor IV         | 8 luglio 1973    | 15 marzo 1974    | VI    |
| |                  | Giovanni Pieraccini (1918-2017)  | Partito Socialista Italiano                  | Rumor V          | 15 marzo 1974    | 23 novembre 1974 | VI    |
| |                  | Mario Pedini (1918-2003)         | Democrazia Cristiana                         | Moro IV          | 23 novembre 1974 | 12 febbraio 1976 | VI    |
| Delega conferita al Ministero per i beni culturali e ambientali (dal 12 febbraio 1976 al 5 agosto 1979)                               |                  |                                  |                                              |                  |                  |                  |       |
| |                  | Vito Scalia (1925-2009)          | Democrazia Cristiana                         | Cossiga I        | 5 agosto 1979    | 4 aprile 1980    | VIII  |
| |                  | Vincenzo Balzamo (1929-1992)     | Partito Socialista Italiano                  | Cossiga II       | 4 aprile 1980    | 18 ottobre 1980  | VIII  |
| |                  | Pierluigi Romita (1924-2003)     | Partito Socialista Democratico Italiano      | Forlani          | 18 ottobre 1980  | 28 giugno 1981   | VIII  |
| |                  | Giancarlo Tesini (1929-2023)     | Democrazia Cristiana                         | Spadolini I      | 28 giugno 1981   | 23 agosto 1982   | VIII  |
| Spadolini II | 23 agosto 1982   | Giancarlo Tesini (1929-2023)     | Democrazia Cristiana                         | 1º dicembre 1982 |                  |                  | VIII  |
| |                  | Pierluigi Romita (1924-2003)     | Partito Socialista Democratico Italiano      | Fanfani V        | 1º dicembre 1982 | 4 agosto 1983    | VIII  |
| |                  | Luigi Granelli (1929-1999)       | Democrazia Cristiana                         | Craxi I          | 4 agosto 1983    | 1º agosto 1986   | IX    |
| Craxi II | 1º agosto 1986   | Luigi Granelli (1929-1999)       | Democrazia Cristiana                         | 18 aprile 1987   |                  |                  | IX    |
| Fanfani VI | 18 aprile 1987   | Luigi Granelli (1929-1999)       | Democrazia Cristiana                         | 29 luglio 1987   |                  |                  | IX    |
| |                  | Antonio Ruberti (1927-2000)      | Partito Socialista Italiano                  | Goria            | 29 luglio 1987   | 13 aprile 1988   | X     |
| Università e ricerca scientifica e tecnologica                                                                                        |                  |                                  |                                              |                  |                  |                  |       |
| |                  | Antonio Ruberti (1927-2000)      | Partito Socialista Italiano                  | De Mita          | 13 aprile 1988   | 23 luglio 1989   | X     |
| Andreotti VI | 23 luglio 1989   | Antonio Ruberti (1927-2000)      | Partito Socialista Italiano                  | 13 aprile 1991   |                  |                  | X     |
| Andreotti VII | 13 aprile 1991   | Antonio Ruberti (1927-2000)      | Partito Socialista Italiano                  | 28 giugno 1992   |                  |                  | X     |
| |                  | Alessandro Fontana (1936-2013)   | Democrazia Cristiana                         | Amato I          | 28 giugno 1992   | 29 aprile 1993   | XI    |
| |                  | Luigi Berlinguer (1932-2023)     | Partito Democratico della Sinistra           | Ciampi           | 29 aprile 1993   | 4 maggio 1993    | XI    |
| |                  | Umberto Colombo (1927-2006)      | Indipendente                                 | Ciampi           | 4 maggio 1993    | 11 maggio 1994   | XI    |
| |                  | Stefano Podestà (1939)           | Forza Italia                                 | Berlusconi I     | 11 maggio 1994   | 17 gennaio 1995  | XII   |
| |                  | Giorgio Salvini (1920-2015)      | Indipendente                                 | Dini             | 17 gennaio 1995  | 18 maggio 1996   | XII   |
| |                  | Luigi Berlinguer (1932-2023)     | Partito Democratico della Sinistra           | Prodi I          | 18 maggio 1996   | 21 ottobre 1998  | XIII  |
| |                  | Ortensio Zecchino (1943)         | Partito Popolare Italiano                    | D'Alema I        | 21 ottobre 1998  | 22 dicembre 1999 | XIII  |
| D'Alema II | 22 dicembre 1999 | Ortensio Zecchino (1943)         | Partito Popolare Italiano                    | 26 aprile 2000   |                  |                  | XIII  |
| Amato II | 26 aprile 2000   | Ortensio Zecchino (1943)         | Partito Popolare Italiano                    | 2 febbraio 2001  |                  |                  | XIII  |
| Accorpamento con il Ministero della pubblica istruzione e costituzione del Ministero dell'istruzione, dell'università e della ricerca |                  |                                  |                                              |                  |                  |                  |       |
| Università e ricerca (a seguito dello scorporo dal Ministero dell'istruzione, dell'università e della ricerca)                        |                  |                                  |                                              |                  |                  |                  |       |
| |                  | Fabio Mussi (1948)               | Democratici di Sinistra Sinistra Democratica | Prodi II         | 17 maggio 2006   | 8 maggio 2008    | XV    |
| Accorpamento nel Ministero dell'istruzione, dell'università e della ricerca                                                           |                  |                                  |                                              |                  |                  |                  |       |
| Università e ricerca (a seguito dello scorporo dal Ministero dell'istruzione, dell'università e della ricerca)                        |                  |                                  |                                              |                  |                  |                  |       |
| |                  | Gaetano Manfredi (1964)          | Indipendente                                 | Conte II         | 10 gennaio 2020  | 13 febbraio 2021 | XVIII |
| |                  | Maria Cristina Messa (1961)      | Indipendente                                 | Draghi           | 13 febbraio 2021 | 22 ottobre 2022  | XVIII |
| |                  | Anna Maria Bernini (1965)        | Forza Italia                                 | Meloni           | 22 ottobre 2022  | in carica        | XIX   |